# Otton II (cesarz rzymski)

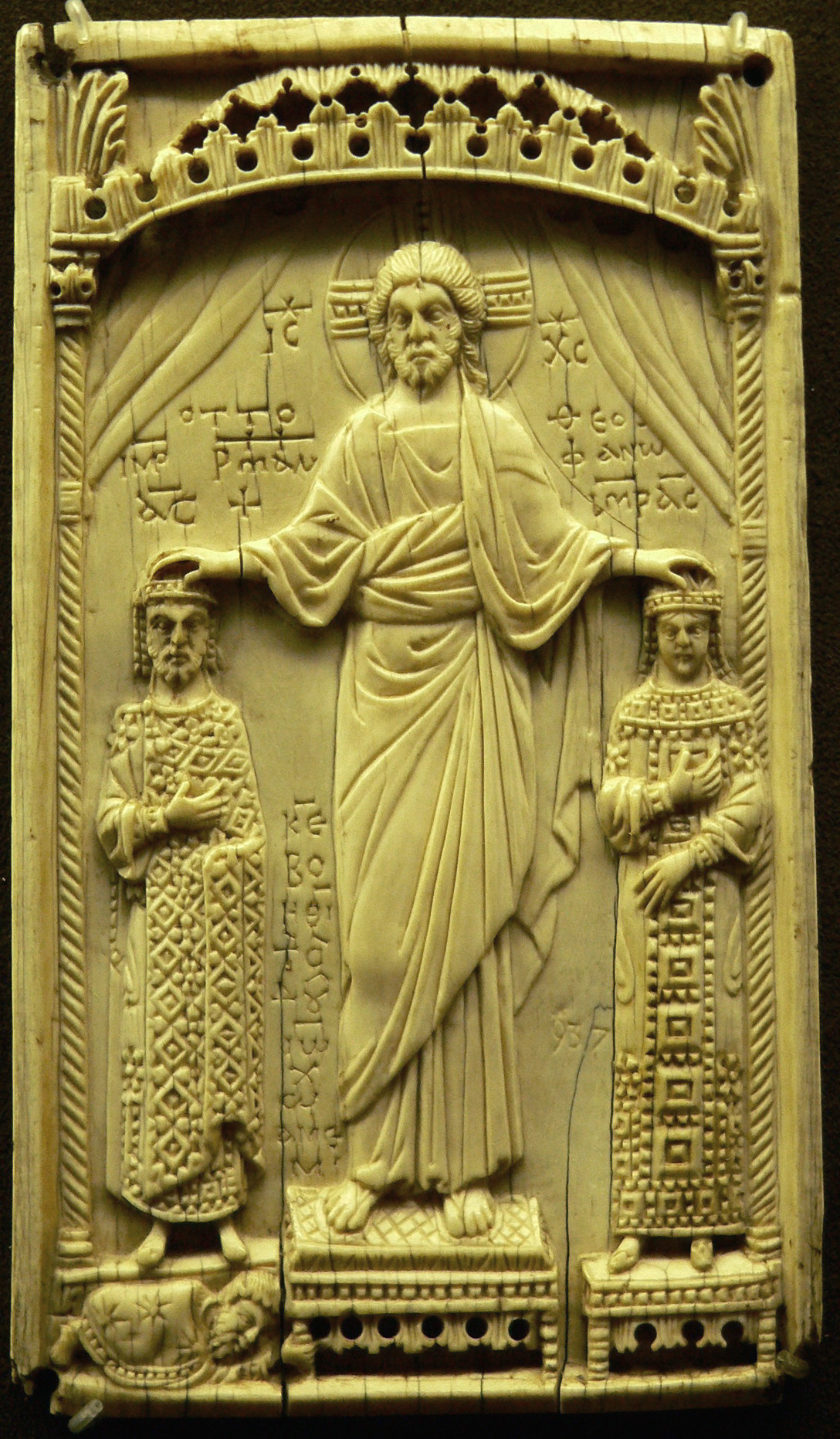
Chrystus koronuje cesarza Ottona II i księżniczkę bizantyjską Teofano

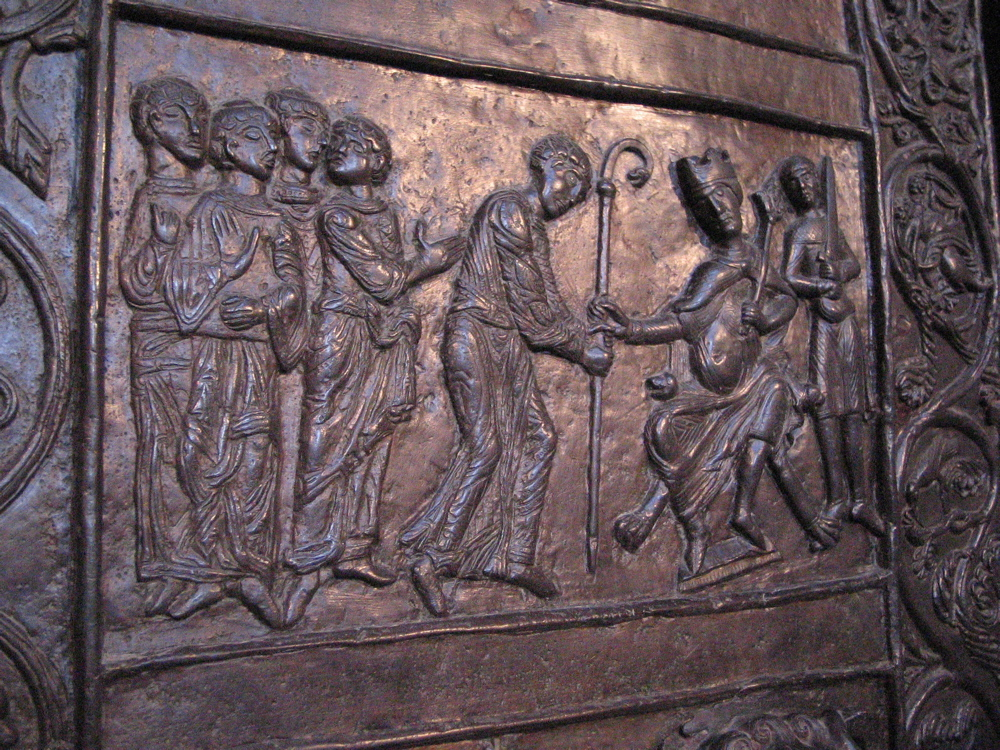
Cesarz Otton II w 983 roku w Weronie mianuje Wojciecha Sławnikowica biskupem praskim. Relief z Drzwi Gnieźnieńskich (II poł. XII wieku).

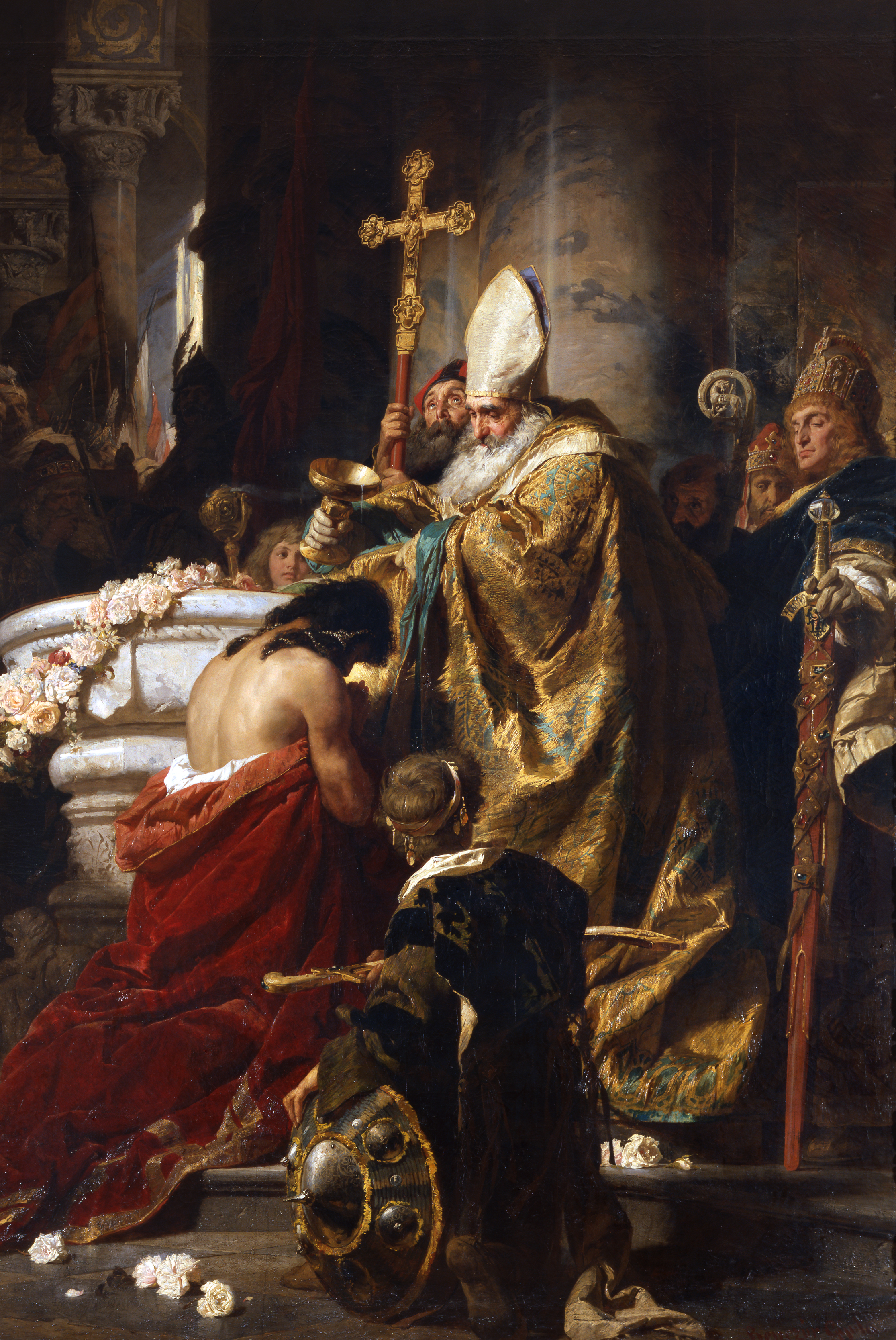
Święty Wojciech udziela chrztu królowi węgierskiemu Stefanowi w asyście cesarza Ottona II (po prawej), mal. Gyula Benczúr, 1870

Otton II (ur. 955, zm. 7 grudnia 983 w Rzymie) – król niemiecki od 973, cesarz rzymski od 980 z dynastii Ludolfingów. Syn Ottona I i Adelajdy.
Jego koronacja na króla odbyła się gdy miał 6 lat – 26 maja 961, co było próbą stworzenia przez jego ojca monarchii dziedzicznej. Na cesarza został koronowany również za życia ojca 25 grudnia 967 w Rzymie. Podobny zabieg stosowali później z powodzeniem francuscy Kapetyngowie. W chwili śmierci ojca Otton II miał 18 lat. Przez 7 pierwszych lat swych rządów walczył przeciw niemieckim książętom o utrzymanie niemieckiej korony. W latach 974–977 występował przeciwko niemu brat stryjeczny, książę Bawarii, Henryk II Kłótnik, który cieszył się poparciem władców Polski (Mieszka I) i Czech (Bolesława II). Otto odniósł zwycięstwo i internował Henryka w Utrechcie, z dala od jego poddanych i sojuszników. W ramach represji w 975 roku Otto zaatakował Czechy, jednak nie odniósł większych sukcesów. W 976 roku przekazał Bawarię swojemu siostrzeńcowi, księciu Szwabii, Ottonowi, wydzielił też z terytorium Bawarii Karyntię, która stała się osobnym księstwem w rękach Henryka III, oraz Marchię Wschodnią (niem. Österreich), zalążek państwa austriackiego. W 978 roku pokonał z trudem swojego niedawnego podopiecznego, króla Francji, Lotara, usiłującego odebrać Niemcom Lotaryngię. W czasie walk z Francuzami o mało nie dostał się do niewoli. Kłopoty z utrzymaniem niemieckiej korony sprawiły, że dopiero w 980 Otton II udał się do Italii, by poświęcić się sprawom włoskim i umocnić swoją cesarską pozycję i koronować się na króla Włoch. W przeciwieństwie do ojca, przyjął do swej tytulatury pełną formułę „cesarz rzymski” (łac. Romanorum Imperator Caesar Augustus). Wykorzystując rozpad Księstwa Benewentu w 981 roku usiłował podporządkować sobie południową część Włoch, lecz w walce z Saracenami (Arabami) poniósł w roku 982 klęskę w Kalabrii w bitwie pod Stilo, niedaleko Crotone. W 983 przeprowadził na zjeździe możnych w Weronie elekcję na króla swojego trzyletniego wówczas syna, Ottona III. W tym samym roku Niemcy zostały najechane przez Duńczyków, Obodrytów i Wieletów (plemiona słowiańskie), jednak Otton zmarł w Rzymie zanim zdążył wyruszyć na północ. Wskutek tego ataku państwo niemieckie utraciło swoje dotychczasowe zdobycze za Łabą.

## Małżeństwo i potomstwo
Jedyną żoną Ottona II była księżniczka bizantyńska Teofano, którą poślubił 14 kwietnia 972 roku w Rzymie. Ślubu udzielił papież Jan XIII. Tego samego dnia została ukoronowana na królową Niemiec i cesarzową (Otton II był współcesarzem od 967 roku do śmierci ojca w 973 roku).
Otton i Teofano mieli razem syna i cztery córki:
- Adelajda (listopad/grudzień 977–1044 lub 1045), ksieni w Quedlinburgu,
- Zofia (978 – 30 stycznia 1039), opatka w Gandersheim i Essen
- Matylda (979 – 4 listopada 1025), żona Ezzona, hrabiego-palatyna Lotaryngii, matka królowej Polski Rychezy
- Otton III (23 czerwca 980 – 23 stycznia 1002), cesarz rzymski
- nieznana z imienia córka, bliźniaczka Ottona (23 czerwca 980 – przed 8 października 980)